# Break the Funk
Break The Funk è una crew di break dance italiana, con sede a Ravenna.

## Storia
Il gruppo, nato nel 1998 ha nel suo repertorio show con elementi che provengono dal breaking, dal popping, dal locking, dal boogalooing e dal New Style. Tra i successi più prestigiosi ci sono sicuramente le vittorie al Battle of the Year italiano nel 2003 e 2004, le relative partecipazioni alle finali mondiali, in cui nel 2004 hanno guadagnato il premio come Best Show, ovvero la migliore coreografia della competizione.
Elemento italiano del Carhartt Europe Team, i Break The Funk hanno partecipato a diversi tour ed a trasmissioni televisive come il Bud Tour, il Nike Freestyle Face Off and Competition e del Cocacola live... in Tour. I componenti Denis e Kris sono stati protagonisti del promo e della sigla di Yo! MTV Raps! su MTV.
Dal novembre 2003 il gruppo ha effettuato un lungo tour per i club d'Europa chiamato Break The Funk... Freestyle Show, e nello stesso anno ha partecipato al BOTY Italia, vincendolo per due anni successivi, nel 2004 il gruppo ha anche vinto il Freestyle Session Italy 2004.

## Formazione
- Denis (all'anagrafe Denis Di Pasqua, nato a Cesena il 5 novembre 1980) specializzato in Top Rock, Up Rock e Power Moves
- Duna (all'anagrafe Andrea Scardovi, nato a Ravenna il 29 agosto 1977) specializzato in footwork, Legswork e Floor Rock Style
- Foglia (all'anagrafe Marco Ghiani, nato a Bologna il 3 aprile 1980) specializzato in turtle, footwork legswork e Floor Rock Style)
- Lil'Blade (all'anagrafe Christian Morena, nato a Ravenna il 28 novembre 1978) specializzato in Halo / Halo Freez / Tricks  top rock, Power Moves
- Kris (all'anagrafe Cristiano Buzzi, nato a Carignano il 6 settembre 1968) specializzato in locking, popping, New Style ed house dance).
- Den (all'anagrafe Denis Guerrini, nato a Lugo il 14 maggio 1985) specializzato in footwork legswork e freeze.
- Tommy (all'anagrafe Tomas Betti, nato a Rimini il 16 luglio 1977) specializzato in footwork legsworks e floor rock style
- Ely L (all'anagrafe Elisa Billini, nata a Ravenna l'11 agosto 1976) specializzata in  locking, popping, modern jazz, danza contemporanea
- Cap (all'anagrafe Marco Caputo, nato a Rimini il 14 luglio 1992) specializzato in Top Rock, Freez e Trick
- Noccio (all'anagrafe Gian Luca Ceccarini, nato a Rimini il 30 marzo 1995) specializzato in Top Rock e Footwork
- PM (all'anagrafe Antonio Montuschi, nato a Modena il 24 aprile 1988) specializzato in power move e combination
- Fast (all'anagrafe Fausto Spighi, nato a Ravenna il 19 novembre 1982) specializzato in power move, combination e freeze
- Fist (all'anagrafe Aleksandr Rogozins, nato a Irkutsk l'8 dicembre 1968) specializzato in Power Move e Power Freez

## Partecipazioni
In diverse altre importanti occasioni all'estero hanno rappresentato l'italia:
- Big Payback Jam a Lucerna
- Belgian Chapter Zulu Nation Anniversary a Bruxelles
- Coupe du Monde de Danses Urbaine a Parigi
- Urban Episody Funkin' Stylez a Düsseldorf
- Break On Stage 2005 a Bilbao
- DIP Summa Jam a Lussemburgo
- Red Bull Beat Battle a Londra